# Пам'ятник героям Чорнобиля (Сіверськодонецьк)
Па́м'ятник геро́ям Чорно́биля — пам'ятник присвячений жертвам Чорнобильської катострофи, розташований у місті Сіверськодонецьк Луганської області у сквері Слави на розі Гвардійського проспекту та Донецької вулиці.

## Опис
Із цегли викладений п'єдестал кубічної форми. З чорного ґраніту — нерівно підрублена плита з написом: «Героям Чорнобиля від вдячних сєвєродончан». Над написом вигравіруваний малюнок, який символічно зображає енергію атома — еліптичні кільця, і дзвін — символ скорботи, небезпеки, заклику до обережності в поводженні з атомом.